# Matorral central mexicano
El Matorral central mexicano o Matorral del centro de México es una ecorregión del bioma de desiertos y matorrales xerófilos ubicado en el centro de México. Es la ecorregión más austral del reino Neártico.

## Geografía
El matorral de México Central cubre un área de 59,4 kilómetros cuadrados (22,9 mi²) en la parte sur de la meseta del centro.
La meseta mexicana limita al este con la Sierra Madre Oriental, al sur con el Eje Neovolcánico y al oeste con la Sierra Madre Occidental. El matorral del centro de México cubre gran parte de la porción sur de la meseta, extendiéndose desde el Valle de México en el sureste hasta el río Bolaños en el noroeste.
El matorral del centro de México está delimitado por los bosques de pino y encino de la Sierra Madre Oriental al este y noreste, los bosques de pino y encino del Cinturón Volcánico Transmexicano al sureste y los bosques de pino y encino de la Sierra Madre Occidental al noroeste. Un enclave aislado del matorral de México Central ocupa el Valle de Toluca. Las cadenas montañosas más altas de la meseta albergan islas del cielo de bosques de pino y encino, aisladas por matorral en elevaciones más bajas.
Al suroeste, el matorral del centro de México está delimitado por bosques secos tropicales; los bosques secos del Bajío en la cuenca del río Lerma y los bosques secos sinaloenses en los tramos bajos del Río Grande de Santiago y sus afluentes. Hacia el noroeste, el matorral del centro de México se convierte en el matorral de la Meseta Central, que cubre la parte media de la meseta mexicana.
La parte oriental del matorral del centro de México es drenada por el río Pánuco y sus afluentes, la parte central por el río Lerma y sus afluentes, y la parte oriental por los afluentes norte del Río Grande de Santiago, incluidos el Río Verde y Bolaños. El Valle de México es una cuenca endorreica, que desemboca en lagos centrales.
La ecorregión alberga la Ciudad de México, la metrópolis más grande de América del Norte. Otras ciudades de la ecorregión incluyen Toluca, San Luis Potosí, Aguascalientes, Zacatecas, San Miguel de Allende, Dolores Hidalgo, San Juan del Río, Pachuca y Actopan.

## Clima
El clima es subtropical y semiárido, con veranos cálidos y lluvias ocasionales de verano. Los inviernos son frescos, especialmente en las elevaciones más altas.

## Flora
La vegetación característica es el matorral seco. Las plantas de cactus y rosetas son prominentes. Los cactus incluyen especies de nopal (Opuntia - Opuntia robusta, Opuntia streptacantha y Opuntia leucotricha, Ferocactus latispinus, Mammillaria magnimamma, Cylindropuntia imbricata). Las plantas de roseta incluyen agaves como Agave lechuguilla, yucas, incluidas Yucca filifera y Yucca decipiens, Hechtia podantha y especies de Dasylirion. Otros arbustos y árboles bajos incluyen Schinus molle, Vachellia farnesiana y Mimosa biuncifera. Las plantas de cobertura del suelo incluyen pastos y hierbas.
En el Valle de México, las plantas matorrales dominantes son Opuntia streptacantha, Zaluzania augusta, Yucca filifera, Schinus molle y Mimosa biuncifera. Los pastizales halófilos y los arbustos bajos se encuentran en los suelos salinos del valle, incluido el arbusto romerito (Suadea mexicana).

## Fauna
Los mamíferos nativos incluyen el venado cola blanca (Odocoileus virginianus), el coyote (Canis latrans), el pecarí de collar (Pecari tajacu), el armadillo de nueve bandas (Dasypus novemcinctus), la zarigüeya de Virginia (Didelphis virginiana), el zorrillo manchado del sur (Spilogale angustifrons), conejo mexicano de monte (Sylvilagus cunicularius), conejo del desierto (Sylvilagus audubonii) y la ardilla de roca (Otospermophilus variegatus).
Entre las aves autóctonas se encuentran el zanate mexicano (Quiscalus mexicanus), la huilota (Zenaida macroura), el búho estigio (Asio stygius), el gavilán colirrojo (Buteo jamaicensis), el aguilucho norteño (Circus cyaneus), el halcón de las praderas (Falco mexicanus), la aguililla rojinegra (Parabuteo unicinctus), la lechuza común (Tyto alba), el turpial enmascarado (Icterus cucullatus) y el cuervo común (Corvus corax).

## Áreas protegidas
Una evaluación de 2017 encontró que 1.288 km², o el 2%, de la ecorregión se encuentra en áreas protegidas.